# 冬官坊
29°59′22.9″N 121°26′36.1″E / 29.989694°N 121.443361°E
冬官坊是浙江省宁波市江北区慈城镇的一座明代石牌坊。牌坊位于位于慈城镇民主路26号，恩荣坊东一米，坐东朝西。冬官坊由明弘治已末（1499年）进士、工部主事赵睞立，为双柱牌坊，面阔3.56米，残高4.3米，额坊浮雕孔雀、牡丹、喜鹊、荷花等纹饰，正脊两端有曲龙。牌坊1986年成为江北区文物保护单位，1997年8月成为浙江省文物保护单位。